# Satan Takes a Holiday
Satan Takes a Holiday es un álbum de género pop y rock del fundador de la Iglesia de Satán Anton Szandor LaVey lanzado por la discográfica Amarillo Records.
La colección de canciones de LaVey se construye partiendo de los teclados y el sintetizador. Un trabajo que presenta canciones sensuales y sentimentales. Sin embargo, LaVey eligió todas estas canciones para crear modos deliberados de sentimientos y diversos estados de ánimo. Los tratamientos originales de muchas de estas canciones, y otros similares en su contexto y estilo, se llevaron a cabo en una gran variedad de sonidos. Realizó muchas de esas canciones en las casas burlesques, en varios circos, carnavales y paradores.
LaVey se unió en esta grabación por Blanche Barton, suma sacerdotisa de la Iglesia de Satán y Nick Bougas, director de la película biográfica de LaVey, Speak of the Devil.

## Lista de canciones
| LP original |                                         |                     |          |  |
| N.º         | Título                                  | Música              | Duración |  |
| 1.          | «Satan Takes a Holiday»                 | Anton Szandor LaVey | 1:54     |  |
| 2.          | «Answer Me»                             | Anton Szandor LaVey | 3:15     |  |
| 3.          | «The Whirling Dervish»                  | Anton Szandor LaVey | 5:03     |  |
| 4.          | «Chloe»                                 | Anton Szandor LaVey | 3:59     |  |
| 5.          | «Thine Alone»                           | Anton Szandor LaVey | 5:49     |  |
| 6.          | «Golden Earrings»                       | Anton Szandor LaVey | 4:10     |  |
| 7.          | «The More I See You»                    | Anton Szandor LaVey | 3:08     |  |
| 8.          | «Band Organ Medley»                     | Anton Szandor LaVey | 8:57     |  |
| 9.          | «Hello, Central, Give Me No-Man's Land» | Anton Szandor LaVey | 4:03     |  |
| 10.         | «Blue Prelude»                          | Anton Szandor LaVey | 4:59     |  |
| 11.         | «Softly, As in a Morning Sunrise»       | Anton Szandor LaVey | 3:05     |  |
| 12.         | «Honolulu Baby»                         | Anton Szandor LaVey | 2:19     |  |
| 13.         | «The Mooche»                            | Anton Szandor LaVey | 6:14     |  |
| 14.         | «Here Lies Love»                        | Anton Szandor LaVey | 3:55     |  |
| 15.         | «Dixie»                                 | Anton Szandor LaVey | 1:58     |  |
| 16.         | «If You Were the Only Girl»             | Anton Szandor LaVey | 2:26     |  |
| 17.         | «Satan Takes a Holiday»                 | Anton Szandor LaVey | 2:20     |  |
| 18.         | «Satanis Theme»                         | Anton Szandor LaVey | 3:15     |  |

## Créditos
- Voz – Anton Szandor LaVey
- Voz – Blanche Barton
- Voz – Nick Bougas
- Productor ejecutivo – Gregg Turkington
- Teclados – Anton LaVey
- Cubierta – Margaret Murray
- Notas – Blanche Barton
- Edición – Tom Mallon
- Fotografía – Cathy Fitzhugh